# Amanita multisquamosa
Amanita multisquamosa là một loài nấm thuộc chi Amanita, họ Amanitaceae, bộ Agaricales. Loài này được tìm thấy ở phía tây của Bắc Mỹ Amanita multisquamosa được Peck miêu tả khoa học lần đầu vào năm 1901.